# 超ジャイアンツ
『超ジャイアンツ』（ちょう・ジャイアンツ）は2022年4月4日より、日テレジータスにて毎週月曜日20時から21時に生放送（その他再放送あり）されている読売ジャイアンツの情報番組である。
同番組は2022年3月28日に終了した『徳光和夫の週刊ジャイアンツ』に代わる巨人軍の情報番組で、2021年に巨人軍投手コーチを退任し、球団社長付きアドバイザーとしてフロント入り、また日テレジータス専属のプロ野球解説者に復帰した宮本和知がパーソナリティーを務め、1週間のペナントレースでの巨人軍の戦いぶりを解説するほか、宮本の人脈を生かし、選手・コーチへのインタビューなどを通して、巨人軍の知られざる魅力を紹介していく。また女子野球の魅力についても触れるコーナーがある。

## 出演者
MC
- 宮本和知（野球解説者、元読売ジャイアンツ投手・コーチ、現読売ジャイアンツ女子チーム監督）

アシスタント
- 蛯原哲（日本テレビアナウンサー）

ナレーター
- 杉原凜（日本テレビアナウンサー）